# 店舖盜竊

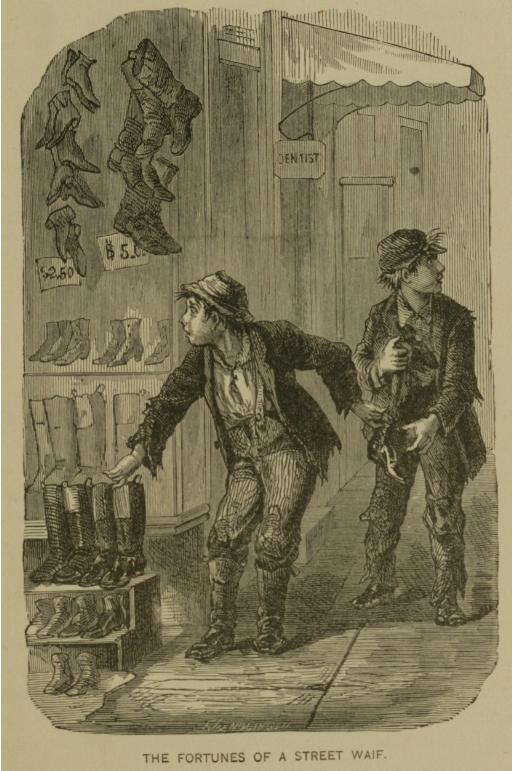
一個年輕的流浪者正在偷取一雙靴。

店舖盜竊，亦稱高買，日语汉字亦作，是在店舖內發生的偷竊商品。现代社会商店中，多數將店舖設計成開放式，由顧客自由選取貨品，出於好奇或貪玩，或一時忘記携帶金錢，或因為缺乏金錢，因而趁店員不備，從店舖內拿取貨物卻不付帳。

## 案發地點
- 百貨公司
- 超級市場
- 士多
- 書店，雅賊。

## 動機
- 貪心，例如膠袋要徵膠袋稅，顧客多取膠袋被視為「高買」。
  - 珍品心頭好，例如鎮店之寶，無價，買不到只好偷。
- 心理病，又名高買狂。
- 反社會、英雄主義、反資本主義，認為店主的是資本家不義財，高買是替天行道。
- 失憶，例如林子祥機場免稅店事件。

## 方式
- 聲東擊西，由同黨扮作跟店員談話，另外一人出「魔術手」偷竊。
- 偷龍轉鳳，例如將进口牙膏換入平價牙膏盒內，之後去付款。
- 價格標籤掉包（也可能成立詐欺罪）。
- 進入攝影機的死角偷。（不過一般很少會有死角）
- 群體偷竊。會這麼做的多數都是青少年，多人聚集在同一個地方，其中一人在不被注意的情況下偷竊，其餘的則擋住攝影機跟店員的視線把風等。最少都會有4人以上。
- 帶舊的穿新的

## 防範
- 人員巡邏
- 閉路電視
- 保安
- 防盜晶片
- 防盜門